# Карлос Гутьєррес
Ка́рлос Міге́ль Гутьє́ррес (англ. Carlos Miguel Gutierrez; нар. 4 листопада 1953, Гавана, Куба) — американський бізнесмен і політик. Міністр торгівлі США з 2005 по 2009. Він був виконавчим директором компанії Kellogg's з 1999 по 2004.

## Життєпис
Переїхав до Сполучених Штатів зі своєю родиною в 1960. Гутьєррес вивчав ділове адміністрування в Керетаро, Мексика. У 1975 році він приєднався до Kellogg як торговий представник, став її президентом і головним виконавчим директором у 1999 (наймолодший генеральний директор за майже 100-річну історію компанії). У квітні 2000 року він був призначений головою ради Kellogg Company.